# Cso Szehi
Cso Szehi (hangul: 조세희, handzsa: 趙世熙, RR: Jo Se-hui, ’népszerű átírással Cho Se-hui’; Kaphjong, 1942. augusztus 20. – Szöul, 2022. december 25.) dél-koreai író, legjelentősebb műve az 1970-es évek közepén novellarészletekben kiadott A törpe (난장이가 쏘아 올린 작은 공, Namdzsangiga sszoa ollin csagun kong (Namjangiga ssoa ollin jageun gong)).

## Élete és munkássága
Cso (Jo) két diplomát szerzett, az elsőt a Szorabol (Seorabol) Művészeti Főiskolán (ma Cshungang (Chungang) Egyetem) kreatív írásból, a másodikat a Kjonghi (Kyunghee) Egyetemen koreai nyelv és irodalomból.
Fő műve, A törpe a Han folyó csodájaként emlegetett gazdasági fellendülés negatív következményeivel, a gazdagok és szegények közötti ellentéttel, a kirekesztett emberekkel foglalkozik. Az 1970-es évek egyik legfontosabb koreai irodalmi alkotásának tartják, 1979-ben elnyerte a Tongin (Dongin) Irodalmi Díjat. Magyarul is megjelent a  Nyitott Könyvműhely Kiadó kiadásában 2008-ban, Vargha Katalin fordításában.
2022. december 25-én hunyt el koronavírus-fertőzés következtében.

## Magyarul megjelent műve
- A törpe; ford. Kim Bo-guk, Varga Katalin; Nyitott Könyvműhely, Budapest, 2008